# ليو أري ماير
ليو أرْي ماير (بالعبرية: ליאו אריה מאיר‏) (1895 - 1959 م) هو مستشرق يهودي وعالم بالآثار الإسلامية ومحاضر في جامعة القدس العبرية منذ عام 1925-1945 توفي ماير في عام 1959.